# Aspasmogaster liorhyncha
Aspasmogaster liorhyncha är en fiskart som beskrevs av Briggs, 1955. Aspasmogaster liorhyncha ingår i släktet Aspasmogaster och familjen dubbelsugarfiskar. Inga underarter finns listade.